# Adamson (fumetto)
Adamson (noto anche come Adamson's Adventures e in Italia noto anche come Omobono) è una serie di vignette realizzate dell'autore svedese Oscar Jacobsson nel 1920;. Dopo la chiusura della serie, nel 1965, Svenska Serieakademien (accademia svedese dei fumetti) istituì il premio Adamson Award in onore di Jacobsson per premiare ogni anno un autore svedese e uno internazionale.

## Personaggio
Il personaggio, Adamson, è un uomo con un sigaro sempre in bocca e un grande cappello protagonista di una serie nelle quali rimane sempre muto.

## Storia editoriale
La serie esordì in Svezia sulla testata Söndags-Nisse, il 17 ottobre 1920. Divenne presto molto popolare e venne pubblicato su centinaia di testate in tutto il mondo. Dopo la morte di Jacobsson nel 1945, la serie ormai celebre in tutto il mondo, venne continuata da Dane Viggo Ludvigsen fino al 1964. In Italia venne pubblicato per la prima volta nel 1930 con il nome di Omobono sul Corriere dei piccoli mentre negli Stati Uniti esordì nel 1922 dove venne rinominato Silent Sam.